# Адмирал Зозуля (голям противолодъчен кораб, 1965)
Адмирал Зозуля е ракетен крайцер на Военноморския флот на СССР, главен кораб на ракетните крайцери (големите противолодъчни кораби) от проекта 1134.

## История на службата
Зачислен в списъците на корабите на ВМФ на 11 юни 1964 г.
Залагането на кораба се състои на 26 юли 1964 г. в корабостроителния завод „А. А. Жданов“ (Северная верфь) в Ленинград.
На 17 октомври 1965 г. корабът е спуснат на вода. През април 1967 г. започват изпитанията на кораба в Балтийско море. На 8 октомври същата година влиза в строй и е включен в състава на Червенознаменния Северен флот.
От декември 1969 г. до юни 1970 г. оказва помощ на въоръжените сили на Египет.
През лятото на 1977 г. корабът е прекласифициран в ракетен крайцер.
На 9 октомври 1986 г. корабът е преведен в състава на Балтийския флот.
През септември 1994 г. е спуснат Военноморския флаг, корабът е изваден от състава на ВМФ.

## Тактически номер
| Тактически номер | Дата |
| ---------------- | ---- |
| 581              | 1967 |
| 560              | 1968 |
| 542              | 1972 |
| 558              |      |
| 569              |      |
| 093              |      |
| 297              | 1977 |
| 072              | 1978 |
| 060              | 1985 |
| 052              | 1990 |